# Публій Елій Пет (еділ)
Пу́блій Е́лій Пет (лат. Publius Aelius Paetus; III століття до н. е.) — політичний діяч Римської республіки, плебейський еділ 296 року до н. е.

## Біографія
Походив з плебейського роду Еліїв, його гілки Петів. Про батьків, дитячі роки відомостей не збереглося.
У 296 році до н. е. його було вибрано плебейським еділом. Він наглядав за побудовою храму богині Беллоні на Марсовому полі в Римі, що успішно відбулось того року.
Про подальшу долю Публія Елія Пета згадок немає.